# Enrique IV de Castilla
Enrique IV de Castilla (Valladolid, 5 de enero de 1425-Madrid, 11 de diciembre de 1474) fue rey de Castilla desde 1454 hasta su muerte en 1474. Algunos historiadores le llamaron despectivamente «el Impotente». Era hijo de Juan II y de María de Aragón, y hermano  paterno de Isabel la Católica, que se proclamó reina a su muerte, y del infante Alfonso, que le disputó el trono en vida.

## Biografía

### Enrique como príncipe
Enrique nació en la desaparecida Casa de las Aldabas de la calle Teresa Gil de Valladolid. Al nacer, Castilla se encontraba bajo el control de Álvaro de Luna, que intentó controlar las compañías y educación de Enrique. Entre los compañeros de su juventud se contaba Juan Pacheco, que sería su hombre de confianza. Las luchas, reconciliaciones e intrigas por el poder entre los diversos nobles, el condestable Álvaro de Luna y los Infantes de Aragón serían una constante.
En abril de 1425, tres meses después de su nacimiento, Enrique sería jurado como príncipe de Asturias. Asimismo, el 10 de octubre de 1444 se convierte en el primer, y único, príncipe de Jaén.
Durante la guerra civil castellana de 1437-1445 combatió del lado del condestable de Castilla don Álvaro de Luna, quien contó con el apoyo del rey Juan II. Participó en la decisiva y final batalla de Olmedo que supuso la derrota de la facción encabezada por los infantes de Aragón y como resultado recibió de su padre las ciudades de Logroño, Ciudad Rodrigo y Jaén, así como la villa de Cáceres, mientras que su consejero Juan Pacheco recibía el importante marquesado de Villena además de algunos lugares de la frontera con el reino de Portugal, y su hermano Pedro Girón obtenía el maestrazgo de la Orden de Calatrava.
Tras la victoria de Olmedo, el poder de Álvaro de Luna se debilitaría, ganando influjo el bando del príncipe Enrique y Juan Pacheco. Para contrarrestar la política de Juan II de Aragón y de Navarra, apoyaron a su hijo Carlos de Viana, heredero de Navarra, que se había sublevado contra su padre en 1450 al negarse a cederle el trono de Navarra. La privanza de Álvaro de Luna acabaría con su arresto y ejecución en 1453.

### Principios del reinado

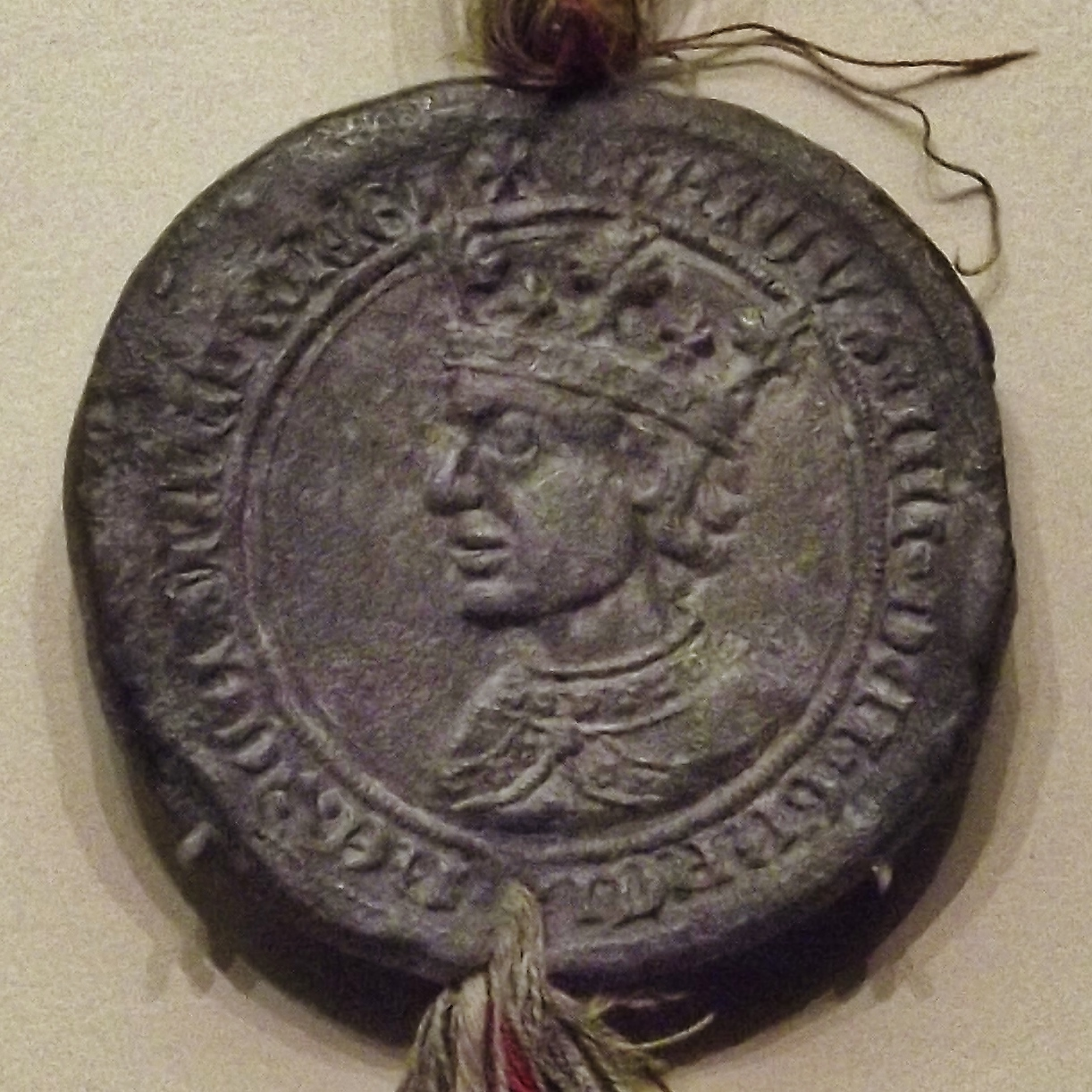
Sello real de Enrique IV; Museo Arqueológico Nacional.

El 21 de julio de 1454 fallecía Juan II de Castilla; al día siguiente, Enrique fue proclamado rey de Castilla.
Una de sus primeras preocupaciones fue la alianza con Portugal, que se materializó en 1455 casándose en segundas nupcias con Juana de Portugal y con el encuentro en Elvas con Alfonso V de Portugal, en abril de 1456. Otra de sus preocupaciones era suprimir las posibilidades de intervención del rey Juan II de Navarra, estableciendo paces con Francia y con Aragón, y concediendo el perdón a varios nobles. Enrique convocó las Cortes en Cuéllar (1455) para lanzar una ofensiva contra el Reino de Granada. Las campañas entre 1455 y 1458 se desenvolvieron como una guerra de desgaste, a base de cabalgadas, algaras o incursiones de castigo, evitando enfrentamientos campales; pero este tipo de estrategias no era popular entre la nobleza y el pueblo. Juan Pacheco, I marqués de Villena, y su hermano Pedro Girón, maestre de Calatrava, se encargaban de las decisiones del gobierno, pero el rey incorporó a nuevos consejeros como Miguel Lucas de Iranzo, Beltrán de la Cueva o Gómez de Cáceres, para compensar ese influjo.
En 1458, falleció el rey Alfonso V de Aragón, y le sucedió su hermano, el rey Juan II de Aragón y de Navarra, quien reanudó sus injerencias en la política de Castilla apoyando a la oposición nobiliaria que militaba a favor del ambicioso Juan Pacheco. Este, con el apoyo del rey, emprendió acciones para apoderarse del patrimonio de Álvaro de Luna, pero su viuda se alió con el clan de los Mendoza y con ello nació el descontento entre la nobleza. Este proceso dio lugar a la formación, en Alcalá de Henares, de una Liga nobiliaria en marzo de 1460, en la que planearon exigir una mayor presencia nobiliaria, el control de los gastos e incluso aceptar al medio hermano del rey, Alfonso de Castilla, como príncipe de Asturias.
Enrique IV reaccionó invadiendo Navarra en apoyo de Carlos de Viana, entonces en guerra contra su padre, el rey de Navarra y de Aragón. La campaña fue un éxito militar, pero el rey castellano pactó con la Liga nobiliaria en agosto de 1461 para conjurar el poder de los Mendoza, lo que podía permitir a Juan II de Aragón intervenir en Castilla. Sin embargo, Juan II de Aragón se encontraba en conflicto en el Principado de Gerona, y a la muerte de su hijo Carlos de Viana la Generalidad optó por elegir como soberano al rey castellano Enrique IV el 11 de agosto de 1462. La intervención de Enrique IV quedaba enmarcada en la rivalidad contra Juan II de Aragón. Pero Enrique IV, a falta de éxitos, y perjudicada la economía castellana por la enemistad de Francia, que apoyaba a Juan II de Aragón por el Tratado de Bayona (1462), se avino a un arreglo en la sentencia arbitral de Bayona,.

### Política matrimonial

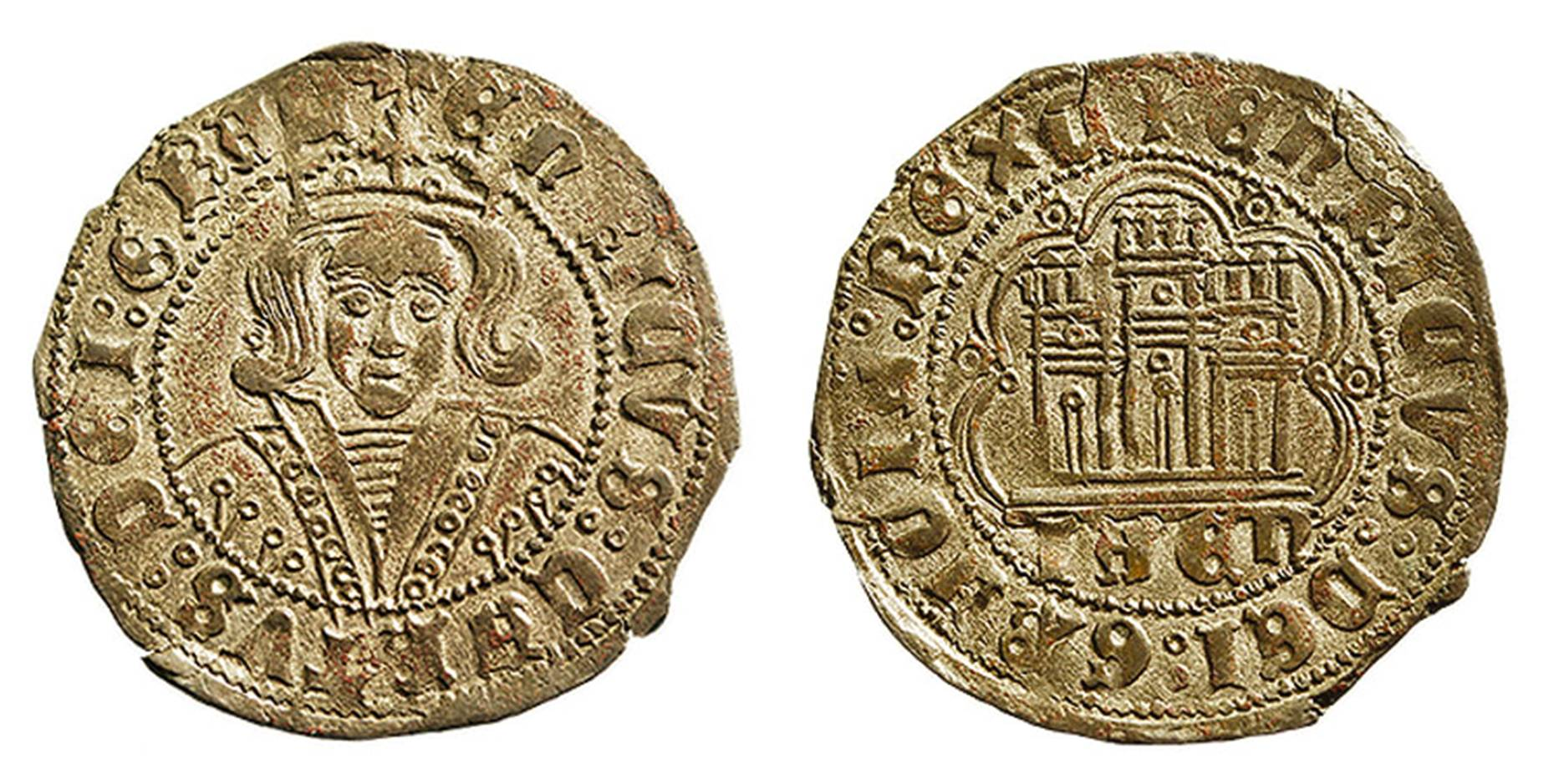
Cuartillo de Enrique IV acuñado en Jaén.

En 1440, a la edad de quince años, en una ceremonia oficiada por el cardenal Juan de Cervantes, se celebró el matrimonio del príncipe Enrique con la infanta Blanca de Navarra, hija de Blanca I de Navarra y de Juan II de Aragón y de Navarra. Este matrimonio había sido acordado en la Concordia de Toledo de 1436. La dote de la novia incluía territorios y villas previamente navarros, pero ganados por el bando castellano durante la guerra, de tal forma que los castellanos entregaban lo que luego recibirían en calidad de dote.
En mayo de 1453, el obispo de Segovia Luis Vázquez de Acuña declaró nulo el matrimonio de Enrique y Blanca, atribuyéndose a una impotencia sexual de Enrique debida a un maleficio. Se reflejaban así los cambios políticos habidos: el apoyo desde 1451 a Carlos de Viana en su pugna contra Juan II de Aragón por el trono navarro; y la ejecución de Álvaro de Luna en mayo de 1453, que dejó a Enrique con un mayor dominio sobre Castilla. Enrique alegó que había sido incapaz de consumar sexualmente el matrimonio, a pesar de haberlo intentado durante más de tres años, el periodo mínimo exigido por la Iglesia. Algunas mujeres, prostitutas de Segovia, testificaron haber tenido relaciones sexuales con Enrique, por lo que la falta de consumación del matrimonio se atribuía a un hechizo. Se alegó "impotencia perpetua" de Enrique, aunque relativa a sus relaciones con doña Blanca. Blanca y Enrique eran primos, al igual que también era primo de doña Juana de Portugal, con la que deseaba casarse. Seguramente por ello, el razonamiento usado para pedir la nulidad fue que algún tipo de encantamiento le impedía consumar el matrimonio, no teniendo tal problema con otras mujeres. El papa Nicolás V corroboró la sentencia de anulación en diciembre de ese mismo año, en la bula Romanus Pontifex y proporcionó la dispensa pontificia para el nuevo matrimonio de Enrique con la hermana del rey portugués.
El cronista Alonso de Palencia, uno de los detractores de Enrique, escribió que el matrimonio había sido una farsa y acusaba a Enrique de despreciar a su esposa y de intentar que cometiese adulterio para poder así tener descendencia. Según el cronista, Enrique llegaría en los últimos años de su matrimonio a mostrar el “más extremado aborrecimiento” a su esposa y a mostrarse indiferente ante las “estrecheces” que esta pasaba. Sin embargo, Blanca llegó a renunciar en 1462 a sus derechos al trono de Navarra a favor de Enrique, al que invocaría como protector, en contra de su propio padre, Juan de Aragón.
El alejamiento de Aragón lleva a un acercamiento a Portugal. Y en marzo de 1453, antes de firmarse la nulidad con Blanca, ya hay constancia de que se negociaba el nuevo matrimonio de Enrique con Juana de Portugal, hermana del rey Alfonso V de Portugal. Las primeras capitulaciones matrimoniales se firmaron en diciembre de ese año, aunque las negociaciones fueron largas y no se firmaron las capitulaciones definitivas hasta febrero de 1455. Según los cronistas de la época, Juana no aportó dote al matrimonio y no devolvería lo recibido en tanto el matrimonio no se hiciese efectivo. Lo largo de las negociaciones y estas concesiones podrían interpretarse como una debilidad de Enrique por los rumores sobre su impotencia. La boda se celebró en mayo de 1455 en Córdoba, pero sin acta notarial ni una bula concreta que autorizara la boda entre los contrayentes, que eran primos segundos. El 28 de febrero de 1462, la reina tuvo una hija, Juana, cuya paternidad se vio cuestionada durante el conflicto por la sucesión por la corona.

### Guerra civil

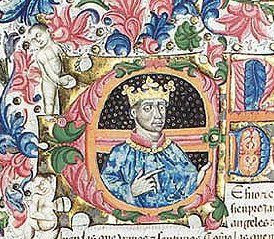
Enrique IV de Castilla hacia 1463. Imagen contemporánea que decora un Privilegio Real firmado en Almazán el 29 de enero de ese año.

Ante el nacimiento de su hija, el rey Enrique convocó Cortes en Madrid, que la juraron como princesa de Asturias. Pero el conflicto con la nobleza se reanudó cuando Juan Pacheco, marqués de Villena, y su hermano Pedro Girón, maestre de Calatrava, fueron desplazados del poder por Beltrán de la Cueva. Esto produjo una alteración de las alianzas: los Mendoza pasarían a apoyar al rey, y Pacheco instigó la reactivación de la Liga nobiliaria para eliminar la influencia de Beltrán de la Cueva, apartar a Juana de la sucesión y custodiar a los hermanos del rey para emplearlos como instrumentos políticos, para ello se emprendió una campaña de deslegitimación del monarca, poniendo en duda la paternidad de su hija, de la que decían que era hija de su nuevo favorito, de ahí que se refirieran a ella como la Beltraneja. En mayo de 1464 se constituyó la Liga en Alcalá de Henares pidiendo el control de los hermanos del rey, a los que se referían como legítimos sucesores del reino.
A la Liga se le fueron incorporando grandes linajes nobiliarios, e incluso el rey Juan II de Aragón. En septiembre la oposición nobiliaria redactó un manifiesto en Burgos, en el que vertían acusaciones e injurias contra el monarca, como que favorecía a judíos y musulmanes, perjudicaba a los nobles en beneficio de gente de baja extracción social, a lo que se añadían impuestos excesivos, y sobre todo se responsabilizaba a Beltrán de la Cueva de los males del reino; se exigía que Alfonso (de 11 años), el hermano del rey, fuera reconocido como heredero, y fuese educado por Juan Pacheco, y la salida de la Corte de Beltrán de la Cueva, con lo que de este modo Juana quedaba como ilegítima. El rey cedió a las exigencias de la Liga y se avino a negociar. El 25 de octubre, en las vistas de Cigales se alcanzó un acuerdo, y Enrique claudicó ante las exigencias de la nobleza: Alfonso fue entregado a Juan Pacheco y fue jurado como heredero el 30 de noviembre, con la condición de que se casase con Juana. Juan Pacheco recuperó su poder, Beltrán de la Cueva fue alejado de la corte y Alfonso recuperó el maestrazgo de Santiago. La Liga no terminó sus reivindicaciones, y acordaron nombrar una comisión arbitral designada entre los nobles y el rey para decidir la futura gobernación del reino.
El 16 de enero de 1465 se dictó la Sentencia arbitral de Medina del Campo, con el rey debilitado por la ausencia de Miguel Lucas de Iranzo y de Beltrán de la Cueva. Sus capítulos incluyen una serie exhaustiva de medidas de gobierno, como la organización de las cortes, la justicia a aplicar a los nobles, el control de las ferias, los nombramientos de cargos eclesiásticos, medidas contra musulmanes y judíos, etc. Enrique no acepta las medidas y el 27 de abril del mismo año sus adversarios proclaman rey a Alfonso. El 5 de junio siguiente se ratificó la proclamación con una ceremonia llamada Farsa de Ávila. Alfonso tenía entonces la edad de 11 años. Se levantan así dos ejércitos, pero las acciones militares se intercalan con las negociaciones: Enrique hace concesiones a sus partidarios e intenta ganarse a sus adversarios. Como parte de estas negociaciones se ofrece el matrimonio de la infanta Isabel con el poderoso maestre de Calatrava Pedro Girón, aunque este murió algo sospechosamente antes de que pudiese celebrarse la boda (ya se intrigaba el matrimonio de la futura Isabel la Católica con Fernando de Aragón, con quien al cabo se casó en secreto). Los nobles se enfrentaban además entre ellos y las ciudades y villas revivieron a las Hermandades con el fin de intentar imponer un cierto orden. Dentro del desorden general, hubo abusos por parte de las hermandades, ataques a los conversos y algún intento de pogromo. En 1467, tenía lugar la segunda batalla de Olmedo entre partidarios y adversarios del rey, de la que salió favorecido. Sin embargo, perdió Segovia, sede del tesoro real, y una nueva tentativa de acuerdo lo llevó a entregar a su esposa Juana como rehén, lo que más tarde lo perjudicaría al argumentarse luego que la reina había quedado nuevamente embarazada durante su cautiverio.

### Conflicto sucesorio
El 5 de julio de 1468, sin embargo, muere Alfonso, que había reinado unos tres años. Para los que no aceptaban a Juana como heredera, la sucesión pasaba entonces a Isabel. Puesto que ambas eran mujeres, cobró fuerza la acusación de ilegitimidad contra Juana. Isabel rechazó tomar el título regio, sino el de princesa, y el rey Enrique, ante la conducta de su hermana, se avino a negociar. En 1468, Enrique e Isabel firmaron un acuerdo, el Tratado de los Toros de Guisando, por el que Enrique declaraba heredera a Isabel, reservándose el derecho de acordar su matrimonio, y las distintas facciones de la nobleza renovaban su lealtad al rey. La razón esgrimida para dejar de lado a la infanta Juana no es su condición de hija de otro hombre, sino la dudosa legalidad del matrimonio de Enrique con su madre y el mal comportamiento reciente de ésta, a la que se acusa de infidelidad durante su cautiverio. Enrique debía divorciarse de su esposa, según el tratado, pero no llega a iniciar los trámites. Enrique trató el matrimonio de Isabel con Alfonso V, rey de Portugal, procurando el matrimonio de la infanta Juana con algún hijo de Alfonso. Pero Isabel se casó en 1469 en secreto en Valladolid, con Fernando de Aragón, hijo del rey de Aragón, con lo que el rey Enrique consideró violado el tratado y proclamó a su hija Juana como heredera al trono en Val de Lozoya, jurando públicamente que era hija legítima, que retornó al rango de princesa y a la que se debía buscar un matrimonio en consecuencia.
El reino cayó en la anarquía, el rey dejó de gobernar pactando como un noble más. Isabel y Fernando cosechaban más adhesiones como garantes del restablecimiento del orden. En noviembre de 1473, Andrés Cabrera, mayordomo del rey y alcaide del alcázar de Segovia pudo organizar un acuerdo de reconciliación entre el rey y su hermana, para evitar que Juan Pacheco se hiciera con el control del tesoro del alcázar de Segovia. Entre finales de diciembre y comienzos de enero de 1474, el rey se entrevistó con Isabel y con Fernando y aunque hubo cordialidad, no se llegó a un acuerdo de paz, en el que Isabel sería la heredera. El rey cayó enfermo, y ante acusaciones de envenenamiento, los interlocutores se separaron. Mientras Isabel permanecía en Segovia, el rey pasó el resto del año prácticamente en Madrid bajo la custodia de Juan Pacheco.
Juan Pacheco murió en octubre de 1474, y el rey lo siguió en diciembre del mismo año. Fernando del Pulgar relató así el acontecimiento:

E luego el rey vino para la villa de Madrid, é dende á quince días gele agravió la dolencia que tenía é murió allí en el alcázar á onze dias del mes de Deciembre deste año de mil é quatrocientos é setenta é quatro años, a las once horas de la noche: murió de edad de cinqüenta años, era home de buena complexion, no bebía vino; pero era doliente de la hijada é de piedra; y esta dolencia le fatigaba mucho a menudo.
Crónica de los Señores Reyes Católicos Don Fernando y Doña Isabel de Castilla y de Aragón

Poco después comenzó la Guerra de Sucesión Castellana (1475-1479) entre los partidarios de Isabel y los de Juana, la hija de Enrique.
El testamento del rey desapareció. Según Lorenzo Galíndez de Carvajal, un clérigo de Madrid custodió el documento y huyó con él a Portugal. Al final de su vida, la reina Isabel tuvo noticia del paradero del testamento y ordenó que se lo trajeran. Fue encontrado y llevado a la corte pocos días antes del fallecimiento de la reina, en 1504. Siempre, según Galíndez de Carvajal, que fue testigo de la muerte de la reina, unos decían que el testamento fue quemado por el rey Fernando, mientras que otros sostenían que se lo quedó un miembro del consejo real.
Enrique IV yace enterrado en el panteón real del Monasterio de Guadalupe, en Cáceres.

## Debate sobre la salud y sexualidad de Enrique IV

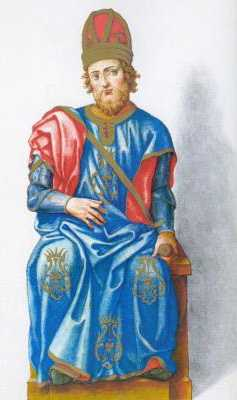
Enrique IV. Recreación artística del Libro de retratos de los reyes de Hernando de Ávila (1594).

La cuestión de si Enrique era realmente impotente y de la paternidad de Juana no está en absoluto zanjada. Los testimonios que afirman que sí era capaz de mantener relaciones sexuales pueden tildarse de partidistas, mientras que su impotencia fue pregonada por sus detractores, que veían en ella señales de que no podía gobernar correctamente. El cronista Fernando del Pulgar reitera con insistencia la condición del rey. Explica, por ejemplo, que sus opositores le acusaban con los siguientes argumentos:

(...) habían maculado su persona real, diciendo que no era hábile para reynar, y que era hombre efeminado, y que había dado de su voluntad la Reyna su muger á su privado Beltran de la Cueva, á quien hizo Duque de Alburquerque, cuya hija afirmaban que era aquella Doña Juana, y que era odioso á la justicia, y distribuia el patrimonio real á sus privados, y á quien ellos querian con gran prodigalidad y disolucion, y que era embuelto en luxurias y vicios desordenados y otras cosas feas; y que no solo las habian dicho, mas aun las escribieron por sus letras al Papa, y las publicaron por toda la Cristiandad.
Crónica de los Señores Reyes Católicos Don Fernando y Doña Isabel de Castilla y de Aragón

Muerto Alfonso, preferido a Isabel por su condición de varón, sus partidarios se pasaron al bando de Isabel. Al ser ambas mujeres, la legitimidad de Isabel como heredera requeriría la ilegitimidad de Juana. En tiempos más recientes el debate continúa, pues Isabel cuenta aún con numerosos partidarios, llegándose a impulsar un proceso de beatificación en su nombre.
A Enrique se le ha achacado impotencia y homosexualidad y se le ha acusado de forzar las relaciones de su esposa con otros hombres. Incluso algunas fuentes incluyen la forma en que habría dejado embarazada a la reina, mediante una precoz técnica de inseminación artificial utilizando una cánula de oro (per cannam auream), y otras descripciones físicas que permitieron a Gregorio Marañón realizar su Ensayo biológico sobre Enrique IV de Castilla y su tiempo (Madrid 1930), que diagnosticó al rey de displasia eunucoide con reacción acromegálica, y que en la actualidad se define como una endocrinopatía, posiblemente un tumor hipofisario, manifestando litiasis renal crónica, impotencia, anomalía peneana e infertilidad, además de caracteres psicopatológicos.
También en su época se atribuyó a Enrique el ser homosexual, en la obra de su detractor Alonso de Palencia y en poesías satíricas. Sin embargo, Alonso de Palencia acusa también de homosexualidad a Juan II de Castilla, padre de Enrique y de la propia Isabel la Católica, y de adúltera a su madre, la reina María. También se acusaba de homosexualidad a Álvaro de Luna y otros personajes notables de la corte, lo que hace sospechar que este tipo de acusaciones eran usuales en campañas de desprestigio. Gregorio Marañón, basándose en la obra de Alonso de Palencia, habla también de la homosexualidad de Enrique, aunque llega a la conclusión de que no está probada.
Finalmente, tanto la "Crónica Castellana" como la de Alonso de Palencia hablan de «amantes» del rey, entre las que se cuentan Catalina de Sandoval, Guiomar de Castro y Beatriz de Vergara. Si bien suelen añadir que los amores eran «vanos» no deja de extrañar que un rey impotente buscase amoríos que podrían ponerlo en evidencia.

## Genealogía
| \| \| \| \| \| \| \| \| \| \| \| \| \| \| \| \| \| \| \| \| 16. Enrique II de Castilla \| \| \| \| \| \| \| \| \| \| \| \| \| \| \| \| \| \| \| \| \| \| \| \| \| \| \| \| \| \| \| \| \| \| \| \| \| \| \| \| \| \| \| \| \| \| \| \| \| \| \| \| \| \| 8. Juan I de Castilla \| \| \| \| \| \| \| \| \| \| \| \| \| \| \| \| \| \| \| \| \| \| \| \| \| \| \| \| \| \| \| \| \| \| \| \| \| \| \| \| \| \| \| \| \| \| \| \| \| \| \| \| \| \| 17. Juana Manuel de Villena \| \| \| \| \| \| \| \| \| \| \| \| \| \| \| \| \| \| \| \| \| \| \| \| \| \| \| \| \| \| \| \| \| \| \| \| \| \| \| \| \| \| \| \| \| \| \| \| \| \| \| \| \| \| 4. Enrique III de Castilla \| \| \| \| \| \| \| \| \| \| \| \| \| \| \| \| \| \| \| \| \| \| \| \| \| \| \| \| \| \| \| \| \| \| \| \| \| \| \| \| \| \| \| \| \| \| \| \| \| \| \| \| \| \| 18. Pedro IV de Aragón \| \| \| \| \| \| \| \| \| \| \| \| \| \| \| \| \| \| \| \| \| \| \| \| \| \| \| \| \| \| \| \| \| \| \| \| \| \| \| \| \| \| \| \| \| \| \| \| \| \| \| \| \| \| 9. Leonor de Aragón \| \| \| \| \| \| \| \| \| \| \| \| \| \| \| \| \| \| \| \| \| \| \| \| \| \| \| \| \| \| \| \| \| \| \| \| \| \| \| \| \| \| \| \| \| \| \| \| \| \| \| \| \| \| 19. Leonor de Sicilia \| \| \| \| \| \| \| \| \| \| \| \| \| \| \| \| \| \| \| \| \| \| \| \| \| \| \| \| \| \| \| \| \| \| \| \| \| \| \| \| \| \| \| \| \| \| \| \| \| \| \| \| \| \| 2. Juan II de Castilla \| \| \| \| \| \| \| \| \| \| \| \| \| \| \| \| \| \| \| \| \| \| \| \| \| \| \| \| \| \| \| \| \| \| \| \| \| \| \| \| \| \| \| \| \| \| \| \| \| \| \| \| \| \| 20. Eduardo III de Inglaterra \| \| \| \| \| \| \| \| \| \| \| \| \| \| \| \| \| \| \| \| \| \| \| \| \| \| \| \| \| \| \| \| \| \| \| \| \| \| \| \| \| \| \| \| \| \| \| \| \| \| \| \| \| \| 10. Juan de Gante \| \| \| \| \| \| \| \| \| \| \| \| \| \| \| \| \| \| \| \| \| \| \| \| \| \| \| \| \| \| \| \| \| \| \| \| \| \| \| \| \| \| \| \| \| \| \| \| \| \| \| \| \| \| 21. Felipa de Henao \| \| \| \| \| \| \| \| \| \| \| \| \| \| \| \| \| \| \| \| \| \| \| \| \| \| \| \| \| \| \| \| \| \| \| \| \| \| \| \| \| \| \| \| \| \| \| \| \| \| \| \| \| \| 5. Catalina de Lancáster \| \| \| \| \| \| \| \| \| \| \| \| \| \| \| \| \| \| \| \| \| \| \| \| \| \| \| \| \| \| \| \| \| \| \| \| \| \| \| \| \| \| \| \| \| \| \| \| \| \| \| \| \| \| 22. Pedro I de Castilla \| \| \| \| \| \| \| \| \| \| \| \| \| \| \| \| \| \| \| \| \| \| \| \| \| \| \| \| \| \| \| \| \| \| \| \| \| \| \| \| \| \| \| \| \| \| \| \| \| \| \| \| \| \| 11. Constanza de Castilla \| \| \| \| \| \| \| \| \| \| \| \| \| \| \| \| \| \| \| \| \| \| \| \| \| \| \| \| \| \| \| \| \| \| \| \| \| \| \| \| \| \| \| \| \| \| \| \| \| \| \| \| \| \| 23. María de Padilla \| \| \| \| \| \| \| \| \| \| \| \| \| \| \| \| \| \| \| \| \| \| \| \| \| \| \| \| \| \| \| \| \| \| \| \| \| \| \| \| \| \| \| \| \| \| \| \| \| \| \| \| \| \| 1. Enrique IV de Castilla \| \| \| \| \| \| \| \| \| \| \| \| \| \| \| \| \| \| \| \| \| \| \| \| \| \| \| \| \| \| \| \| \| \| \| \| \| \| \| \| \| \| \| \| \| \| \| \| \| \| \| \| \| \| 24. Enrique II de Castilla(=16) \| \| \| \| \| \| \| \| \| \| \| \| \| \| \| \| \| \| \| \| \| \| \| \| \| \| \| \| \| \| \| \| \| \| \| \| \| \| \| \| \| \| \| \| \| \| \| \| \| \| \| \| \| \| 12. Juan I de Castilla(=8) \| \| \| \| \| \| \| \| \| \| \| \| \| \| \| \| \| \| \| \| \| \| \| \| \| \| \| \| \| \| \| \| \| \| \| \| \| \| \| \| \| \| \| \| \| \| \| \| \| \| \| \| \| \| 25. Juana Manuel de Villena(=17) \| \| \| \| \| \| \| \| \| \| \| \| \| \| \| \| \| \| \| \| \| \| \| \| \| \| \| \| \| \| \| \| \| \| \| \| \| \| \| \| \| \| \| \| \| \| \| \| \| \| \| \| \| \| 6. Fernando I de Aragón \| \| \| \| \| \| \| \| \| \| \| \| \| \| \| \| \| \| \| \| \| \| \| \| \| \| \| \| \| \| \| \| \| \| \| \| \| \| \| \| \| \| \| \| \| \| \| \| \| \| \| \| \| \| 26. Pedro IV de Aragón(=18) \| \| \| \| \| \| \| \| \| \| \| \| \| \| \| \| \| \| \| \| \| \| \| \| \| \| \| \| \| \| \| \| \| \| \| \| \| \| \| \| \| \| \| \| \| \| \| \| \| \| \| \| \| \| 13. Leonor de Aragón(=9) \| \| \| \| \| \| \| \| \| \| \| \| \| \| \| \| \| \| \| \| \| \| \| \| \| \| \| \| \| \| \| \| \| \| \| \| \| \| \| \| \| \| \| \| \| \| \| \| \| \| \| \| \| \| 27. Leonor de Sicilia(=19) \| \| \| \| \| \| \| \| \| \| \| \| \| \| \| \| \| \| \| \| \| \| \| \| \| \| \| \| \| \| \| \| \| \| \| \| \| \| \| \| \| \| \| \| \| \| \| \| \| \| \| \| \| \| 3. María de Aragón \| \| \| \| \| \| \| \| \| \| \| \| \| \| \| \| \| \| \| \| \| \| \| \| \| \| \| \| \| \| \| \| \| \| \| \| \| \| \| \| \| \| \| \| \| \| \| \| \| \| \| \| \| \| 28. Alfonso XI de Castilla \| \| \| \| \| \| \| \| \| \| \| \| \| \| \| \| \| \| \| \| \| \| \| \| \| \| \| \| \| \| \| \| \| \| \| \| \| \| \| \| \| \| \| \| \| \| \| \| \| \| \| \| \| \| 14. Sancho de Castilla, I conde de Alburquerque \| \| \| \| \| \| \| \| \| \| \| \| \| \| \| \| \| \| \| \| \| \| \| \| \| \| \| \| \| \| \| \| \| \| \| \| \| \| \| \| \| \| \| \| \| \| \| \| \| \| \| \| \| \| 29. Leonor de Guzmán \| \| \| \| \| \| \| \| \| \| \| \| \| \| \| \| \| \| \| \| \| \| \| \| \| \| \| \| \| \| \| \| \| \| \| \| \| \| \| \| \| \| \| \| \| \| \| \| \| \| \| \| \| \| 7. Leonor de Alburquerque \| \| \| \| \| \| \| \| \| \| \| \| \| \| \| \| \| \| \| \| \| \| \| \| \| \| \| \| \| \| \| \| \| \| \| \| \| \| \| \| \| \| \| \| \| \| \| \| \| \| \| \| \| \| 30. Pedro I de Portugal \| \| \| \| \| \| \| \| \| \| \| \| \| \| \| \| \| \| \| \| \| \| \| \| \| \| \| \| \| \| \| \| \| \| \| \| \| \| \| \| \| \| \| \| \| \| \| \| \| \| \| \| \| \| 15. Beatriz de Portugal \| \| \| \| \| \| \| \| \| \| \| \| \| \| \| \| \| \| \| \| \| \| \| \| \| \| \| \| \| \| \| \| \| \| \| \| \| \| \| \| \| \| \| \| \| \| \| \| \| \| \| \| \| \| 31. Inés de Castro \| \| \| \| \| \| \| \| \| \| \| \| \| \| \| \| \| \| \| \| \| \| \| \| \| \| \| \| \| \| \| \| \| \| \| \| \| \| \| \| \| \| \| \| \| \| \| \| \| \| \| \| |                                                 |  |  |  |  |  |  |  |  |  |  |  |  |  |  |  |
| |                                                 |  |  |  |  |  |  |  |  |  |  |  |  |  |  |  |
| | 16. Enrique II de Castilla                      |  |  |  |  |  |  |  |  |  |  |  |  |  |  |  |
| |                                                 |  |  |  |  |  |  |  |  |  |  |  |  |  |  |  |
| |                                                 |  |  |  |  |  |  |  |  |  |  |  |  |  |  |  |
| | 8. Juan I de Castilla                           |  |  |  |  |  |  |  |  |  |  |  |  |  |  |  |
| |                                                 |  |  |  |  |  |  |  |  |  |  |  |  |  |  |  |
| |                                                 |  |  |  |  |  |  |  |  |  |  |  |  |  |  |  |
| | 17. Juana Manuel de Villena                     |  |  |  |  |  |  |  |  |  |  |  |  |  |  |  |
| |                                                 |  |  |  |  |  |  |  |  |  |  |  |  |  |  |  |
| |                                                 |  |  |  |  |  |  |  |  |  |  |  |  |  |  |  |
| | 4. Enrique III de Castilla                      |  |  |  |  |  |  |  |  |  |  |  |  |  |  |  |
| |                                                 |  |  |  |  |  |  |  |  |  |  |  |  |  |  |  |
| |                                                 |  |  |  |  |  |  |  |  |  |  |  |  |  |  |  |
| | 18. Pedro IV de Aragón                          |  |  |  |  |  |  |  |  |  |  |  |  |  |  |  |
| |                                                 |  |  |  |  |  |  |  |  |  |  |  |  |  |  |  |
| |                                                 |  |  |  |  |  |  |  |  |  |  |  |  |  |  |  |
| | 9. Leonor de Aragón                             |  |  |  |  |  |  |  |  |  |  |  |  |  |  |  |
| |                                                 |  |  |  |  |  |  |  |  |  |  |  |  |  |  |  |
| |                                                 |  |  |  |  |  |  |  |  |  |  |  |  |  |  |  |
| | 19. Leonor de Sicilia                           |  |  |  |  |  |  |  |  |  |  |  |  |  |  |  |
| |                                                 |  |  |  |  |  |  |  |  |  |  |  |  |  |  |  |
| |                                                 |  |  |  |  |  |  |  |  |  |  |  |  |  |  |  |
| | 2. Juan II de Castilla                          |  |  |  |  |  |  |  |  |  |  |  |  |  |  |  |
| |                                                 |  |  |  |  |  |  |  |  |  |  |  |  |  |  |  |
| |                                                 |  |  |  |  |  |  |  |  |  |  |  |  |  |  |  |
| | 20. Eduardo III de Inglaterra                   |  |  |  |  |  |  |  |  |  |  |  |  |  |  |  |
| |                                                 |  |  |  |  |  |  |  |  |  |  |  |  |  |  |  |
| |                                                 |  |  |  |  |  |  |  |  |  |  |  |  |  |  |  |
| | 10. Juan de Gante                               |  |  |  |  |  |  |  |  |  |  |  |  |  |  |  |
| |                                                 |  |  |  |  |  |  |  |  |  |  |  |  |  |  |  |
| |                                                 |  |  |  |  |  |  |  |  |  |  |  |  |  |  |  |
| | 21. Felipa de Henao                             |  |  |  |  |  |  |  |  |  |  |  |  |  |  |  |
| |                                                 |  |  |  |  |  |  |  |  |  |  |  |  |  |  |  |
| |                                                 |  |  |  |  |  |  |  |  |  |  |  |  |  |  |  |
| | 5. Catalina de Lancáster                        |  |  |  |  |  |  |  |  |  |  |  |  |  |  |  |
| |                                                 |  |  |  |  |  |  |  |  |  |  |  |  |  |  |  |
| |                                                 |  |  |  |  |  |  |  |  |  |  |  |  |  |  |  |
| | 22. Pedro I de Castilla                         |  |  |  |  |  |  |  |  |  |  |  |  |  |  |  |
| |                                                 |  |  |  |  |  |  |  |  |  |  |  |  |  |  |  |
| |                                                 |  |  |  |  |  |  |  |  |  |  |  |  |  |  |  |
| | 11. Constanza de Castilla                       |  |  |  |  |  |  |  |  |  |  |  |  |  |  |  |
| |                                                 |  |  |  |  |  |  |  |  |  |  |  |  |  |  |  |
| |                                                 |  |  |  |  |  |  |  |  |  |  |  |  |  |  |  |
| | 23. María de Padilla                            |  |  |  |  |  |  |  |  |  |  |  |  |  |  |  |
| |                                                 |  |  |  |  |  |  |  |  |  |  |  |  |  |  |  |
| |                                                 |  |  |  |  |  |  |  |  |  |  |  |  |  |  |  |
| | 1. Enrique IV de Castilla                       |  |  |  |  |  |  |  |  |  |  |  |  |  |  |  |
| |                                                 |  |  |  |  |  |  |  |  |  |  |  |  |  |  |  |
| |                                                 |  |  |  |  |  |  |  |  |  |  |  |  |  |  |  |
| | 24. Enrique II de Castilla(=16)                 |  |  |  |  |  |  |  |  |  |  |  |  |  |  |  |
| |                                                 |  |  |  |  |  |  |  |  |  |  |  |  |  |  |  |
| |                                                 |  |  |  |  |  |  |  |  |  |  |  |  |  |  |  |
| | 12. Juan I de Castilla(=8)                      |  |  |  |  |  |  |  |  |  |  |  |  |  |  |  |
| |                                                 |  |  |  |  |  |  |  |  |  |  |  |  |  |  |  |
| |                                                 |  |  |  |  |  |  |  |  |  |  |  |  |  |  |  |
| | 25. Juana Manuel de Villena(=17)                |  |  |  |  |  |  |  |  |  |  |  |  |  |  |  |
| |                                                 |  |  |  |  |  |  |  |  |  |  |  |  |  |  |  |
| |                                                 |  |  |  |  |  |  |  |  |  |  |  |  |  |  |  |
| | 6. Fernando I de Aragón                         |  |  |  |  |  |  |  |  |  |  |  |  |  |  |  |
| |                                                 |  |  |  |  |  |  |  |  |  |  |  |  |  |  |  |
| |                                                 |  |  |  |  |  |  |  |  |  |  |  |  |  |  |  |
| | 26. Pedro IV de Aragón(=18)                     |  |  |  |  |  |  |  |  |  |  |  |  |  |  |  |
| |                                                 |  |  |  |  |  |  |  |  |  |  |  |  |  |  |  |
| |                                                 |  |  |  |  |  |  |  |  |  |  |  |  |  |  |  |
| | 13. Leonor de Aragón(=9)                        |  |  |  |  |  |  |  |  |  |  |  |  |  |  |  |
| |                                                 |  |  |  |  |  |  |  |  |  |  |  |  |  |  |  |
| |                                                 |  |  |  |  |  |  |  |  |  |  |  |  |  |  |  |
| | 27. Leonor de Sicilia(=19)                      |  |  |  |  |  |  |  |  |  |  |  |  |  |  |  |
| |                                                 |  |  |  |  |  |  |  |  |  |  |  |  |  |  |  |
| |                                                 |  |  |  |  |  |  |  |  |  |  |  |  |  |  |  |
| | 3. María de Aragón                              |  |  |  |  |  |  |  |  |  |  |  |  |  |  |  |
| |                                                 |  |  |  |  |  |  |  |  |  |  |  |  |  |  |  |
| |                                                 |  |  |  |  |  |  |  |  |  |  |  |  |  |  |  |
| | 28. Alfonso XI de Castilla                      |  |  |  |  |  |  |  |  |  |  |  |  |  |  |  |
| |                                                 |  |  |  |  |  |  |  |  |  |  |  |  |  |  |  |
| |                                                 |  |  |  |  |  |  |  |  |  |  |  |  |  |  |  |
| | 14. Sancho de Castilla, I conde de Alburquerque |  |  |  |  |  |  |  |  |  |  |  |  |  |  |  |
| |                                                 |  |  |  |  |  |  |  |  |  |  |  |  |  |  |  |
| |                                                 |  |  |  |  |  |  |  |  |  |  |  |  |  |  |  |
| | 29. Leonor de Guzmán                            |  |  |  |  |  |  |  |  |  |  |  |  |  |  |  |
| |                                                 |  |  |  |  |  |  |  |  |  |  |  |  |  |  |  |
| |                                                 |  |  |  |  |  |  |  |  |  |  |  |  |  |  |  |
| | 7. Leonor de Alburquerque                       |  |  |  |  |  |  |  |  |  |  |  |  |  |  |  |
| |                                                 |  |  |  |  |  |  |  |  |  |  |  |  |  |  |  |
| |                                                 |  |  |  |  |  |  |  |  |  |  |  |  |  |  |  |
| | 30. Pedro I de Portugal                         |  |  |  |  |  |  |  |  |  |  |  |  |  |  |  |
| |                                                 |  |  |  |  |  |  |  |  |  |  |  |  |  |  |  |
| |                                                 |  |  |  |  |  |  |  |  |  |  |  |  |  |  |  |
| | 15. Beatriz de Portugal                         |  |  |  |  |  |  |  |  |  |  |  |  |  |  |  |
| |                                                 |  |  |  |  |  |  |  |  |  |  |  |  |  |  |  |
| |                                                 |  |  |  |  |  |  |  |  |  |  |  |  |  |  |  |
| | 31. Inés de Castro                              |  |  |  |  |  |  |  |  |  |  |  |  |  |  |  |
| |                                                 |  |  |  |  |  |  |  |  |  |  |  |  |  |  |  |
| |                                                 |  |  |  |  |  |  |  |  |  |  |  |  |  |  |  |

## Sucesión
| Predecesora: Catalina de Castilla (Leonor de Castilla) | Príncipe de Asturias 1425-1454                                                                  | Sucesora: Juana de Trastámara y Avís                                |
| Predecesor: Nueva creación                             | Príncipe de Jaén 1444-1454                                                                      | Sucesor: Título en desuso                                           |
| Predecesor: Juan II                                    | Administrador de la Orden de Santiago (durante la minoría de Alfonso de Castilla) 1453-1462     | Sucesor: Beltrán de la Cueva                                        |
| Predecesor: Juan II de Castilla                        | Rey de Castilla Disputado con Alfonso (1465-68) 1454-1474                                       | Sucesora: Isabel I (en guerra contra Juana y Alfonso V de Portugal) |
| Predecesor: Juan II de Aragón                          | Conde de Barcelona (Disputado con Juan II de Aragón durante la guerra civil catalana) 1462-1463 | Sucesor: Pedro de Portugal                                          |